# Folwarki Wielkie
Folwarki Wielkie – wieś w Polsce położona w województwie podlaskim, w powiecie białostockim, w gminie Zabłudów.
Wieś magnacka hrabstwa zabłudowskiego położona była w końcu XVIII wieku  w powiecie grodzieńskim województwa trockiego Wielkiego Księstwa Litewskiego. 
W latach 1975–1998 miejscowość administracyjnie należała do województwa białostockiego.
W okolicach Folwarków Wielkich znajduje się źródło rzeki Małynki. 
Prawosławni mieszkańcy wsi należą do parafii Zaśnięcia Najświętszej Marii Panny w Zabłudowie, a wierni kościoła rzymskokatolickiego do parafii św. Apostołów Piotra i Pawła w Zabłudowie.
Wieś w 2011 roku zamieszkiwało 118 osób. 